# Edwin Morris
Alfred Edwin Morris (* 8. Mai 1894 in Lye, West Midlands; † 19. Oktober 1971 nahe Lampeter) war ein anglikanischer Bischof und Primas der Church in Wales.
Morris wurde Mai 1894 in Lye in den West Midlands als ältester Sohn von Alfred Morris und dessen Frau Maria Lickert geboren. Bis zum Alter von 12 Jahren besuchte er die Stambermill School in Lye. Danach begann er in dem Juwelierladen seines Vaters zu arbeiten. Im Alter von 18 Jahren entschied sich Morris sein Leben der Kirche zu widmen. Sein Mangel an schulischer Bildung hielt ihn jedoch vorerst davon ab.
Der Vikar der in Lye gelegenen St. Mark's Church, ein Waliser, der das St. David's College in Lampeter besucht hatte, empfahl ihm die St. David's College School zu besuchen, um das Versäumte nachzuholen und schließlich die geforderten Voraussetzungen für ein Studium zu erfüllen. Morris schrieb sich an der St. David's College School ein, wurde jedoch durch den Ausbruch des Ersten Weltkrieges überrascht. Er diente in der 9. Division des Royal Army Medical Corps in Frankreich. Nach seiner Rückkehr schloss Morris seine Schulausbildung ab und begann sein Theologiestudium am St. David's College. 1922 erhielt er dort seinen first class honours in Theologie. Im Anschluss setzte Morris sein Studium an dem St John’s College der University of Oxford fort. Im Jahr 1923 erhielt er hier den Junior Septuagint Prize und wurde 1924 mit dem Junior Greek Testament Prize ausgezeichnet. Noch im selben Jahr graduierte er und erhielt erneut einen first class honours Abschluss in Theologie. Seinen Master-Abschluss bekam er 1928. Morris setzte sein Studium fort und erhielt in den 1930ern seinen Bachelor of Divinity an der University of Wales, Lampeter. Von 1924 bis 1945 war Morris Professor für Hebräisch und Theologie am St. David's College, seinem alten college in Lampeter. 
Im Jahr 1925 wurde Morris in der St. David's Cathedral zum Diakon geweiht und wurde noch im selben Jahr Examining Chaplain des Bischofs von Bangor, was Morris bis 1928 blieb. 1931 wurde er zum Lloyd Williams Fellow des St. David's College gewählt und übernahm den Posten des Examining Chaplain für den Bischof von Llandaff. 
Neben seiner Tätigkeit am St. David's College war Morris auch Mitglied des Stadtrats von Lampeter und bekleidete 1942 das Amt des Bürgermeisters der Stadt. 1945 verließ Morris Lampeter, da er zum Bischof von Monmouth gewählt worden war. Im Jahr 1957 erfolgte seine Wahl zum Erzbischof von Wales. Beide Ämter bekleidete er bis 1967, als er in den Ruhestand ging. Er starb Oktober 1971 in seinem Haus nahe Lampeter.

## Ehrungen
Morris wurde 1958 Honorary Fellow des St. John’s College der University of Oxford sowie Sub-Prälat des Order of Saint John. Mehr als ein Jahrzehnt später wurde er Ehrenkanoniker der St. David's Cathedral und erhielt seinen Ehrendoktortitel, bereits 1971 hatte er einen Doctor of Divinity erhalten.

## Werke
- The Church in Wales and Nonconformity (1949)
- The Problem of Life and Death (1950)
- The Catholicity of the Book of Common Prayer (1952)
- The Christian Use of Alcoholic Beverages (1961)